# Санта-Ана (линейный корабль)
Санта Ана (исп. SCMB Santa Ana) — испанский трёхпалубный 112-пушечный линейный корабль 1-го ранга, построенный испанским кораблестроителем Хосе Ромеро и Ланда и спущенным 28 сентября 1784 года, являет собой пример гармоничного парусника. Выйдя через полгода на морские испытания, он спокойно выдержал штормовой ветер, хорошо управлялся даже при больших волнах. На 3-х пушечных палубах компактно и рационально располагались орудия , начиная от небольших 8-фунтовых орудий и заканчивая мощными 36-фунтовыми карронадами. В Трафальгарском сражении вооружение составляло до 126 орудий.

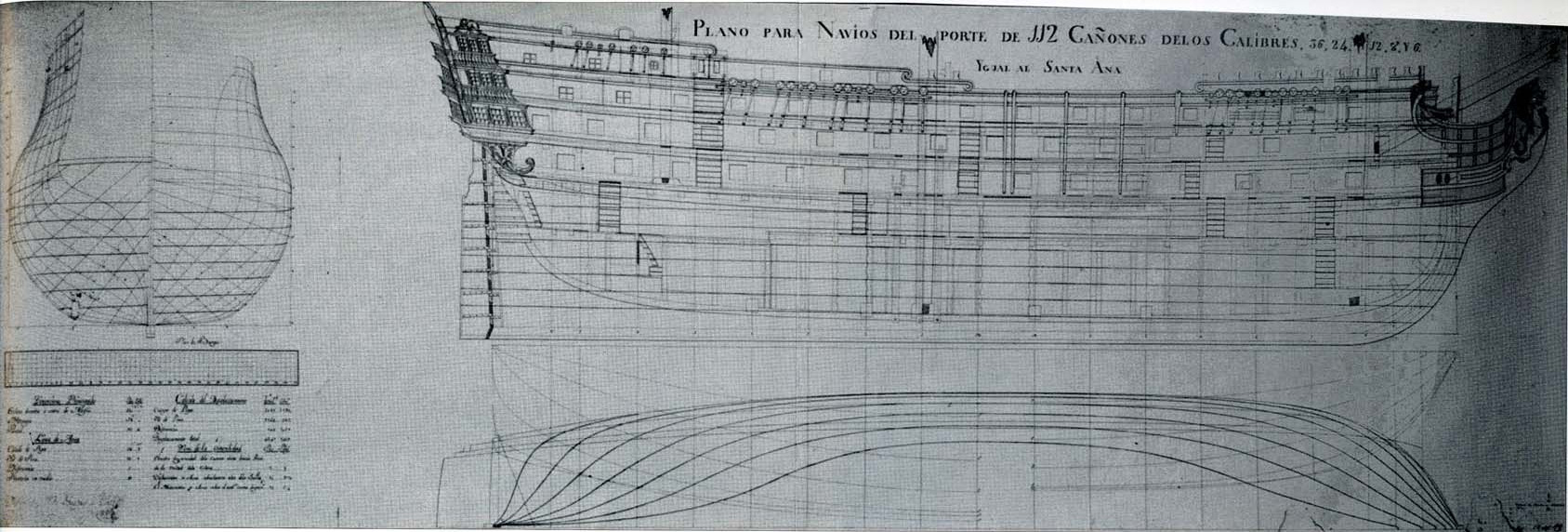

 Строительство корабля было запущено 28 марта в 1783 году в городе Эль-Ферроль (El Ferrol), Испания (область Галисия, провинция Ла-Корунья). Удачное тестирование «Санта Аны» позволило де Ланде использовать корабль в качестве прототипа при создании ещё 8 аналогичных судов для испанского флота. А сам линкор становится тем временем одним из флагманов королевской армады, участвуя во всех значимых военных походах.

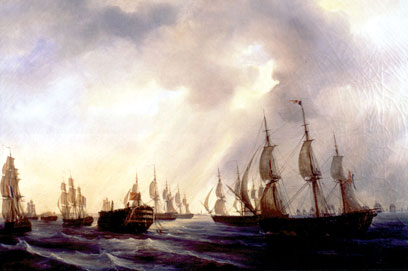

 В 1805 году «Санта Ана» «отметился» в Трафальгарском сражении, сойдясь в поединке с британским флагманом Royal Sovereign. После жестокого 3-часового боя число убитых на «Санта Ане» приблизилось к 97, а раненых было 141 человек. Противник, из-за значимых повреждений, был практически отстранен от боя. Но и испанский оппонент едва держался на воде. Пострадали корпус и мачты корабля, часть такелажа безвозвратно потерялась. К этому моменту на помощь британцу пришло ещё несколько кораблей, и окруженный «Санта Ана» сдался. Однако пленение длилось недолго. Спустя несколько дней команда линкора, воспользовавшись разыгравшимся штормом, вновь завладела управлением. Корабль вырвался из окружения и смог добраться до родного Кадиса. На этом история «Санта Аны» не закончилась. После основательного ремонта корабль в ноябре 1810-го вместе с «Принсипе де Астуриас» перекочевал в Гавану в распоряжение Принца Астурийского. Отслужив ещё 6 лет, он окончательно потерял плавучесть и затонул в гаванском арсенале в 1816 году.